# Grigorij Šelikov
Grigorij Ivanovič Šelikov ( Grigorij Ivanovič Šelihov na ruskom) (Rilsk, Guvernorat Belgorod, 1747. – 20. srpnja 1795.) bio je ruski pomorac, trgovac i trgovac krznom.

## Karijera
Počevši od 1775. godine, Šelikov je organizirao putovanja trgovačkim brodovima do Kurilskih otoka i Aleutskih otoka, na današnjoj Aljaski, radi trgovine krznom. U periodu 1783. – 1786. vodio je ekspediciju na obale, gdje su osnovali prva stalna ruska naselja u Sjevernoj Americi. Putovanje Šelehova obavljeno je pod pokroviteljstvom njegove tvrtke Šelikov-Golikov, čiji je drugi vlasnik bio Ivan Larionovič Golikov. Ova je tvrtka bila prethodnica rusko-američke tvrtke koja je osnovana 1799.
U travnju 1784. godine Šelikov je stigao u zaljev Tri sveca na otoku Kodiak s dva broda, Tri jerarha, Bazilije Veliki, Grgur Teolog i Ivan Zlatousti i Sveti Šimun. Domorodački Koniaga, Alutiiq, pleme urođenika s Aljaske, branila se od Rusa. U onome što je postalo poznato kao masakr u Awa'uqu, Šelikov i njegove oružane snage, koji su imali oružje i topove, ubili su stotine Alutiiqa, uključujući žene i djecu. Također su uzeli stotine talaca, od kojih su mnogi djecu, kako bi prisilili na podčinjavanje druge Indijance na Aljaski. Utvrdivši svoju vlast na otoku Kodiak, Šelikov je osnovao prvo stalno rusko naselje na Aljaski uz otočni zaljev Tri sveca (Unalaska je bila uspostavljena mnogo prije, ali se sve do Šelehova nije smatrala stalnom bazom za Ruse).
Godine 1790. Šelikov, vrativši se u Rusiju, je unajmio Aleksandra Baranova da upravlja njegovim poduzećem za krzno u ruskoj Americi, vidi Pomorska trgovina krznom.
Zaljev u Ohotskom moru, tjesnac između Aljaske i otoka Kodiak i grad u Irkutskoj oblasti u Rusiji nose ime Šelikova. Šelikov je putovao kroz Šelekov zaljev u Ohotskom moru od prosinca 1786. do siječnja 1787., nakon što je bio ostavljen kod Bol'sherecka na Kamčatki dok su vjetrovi otkidali Tri Hijerarka s njezinih sidara i izvodili je na more. U njegovom rodnom Rilsku postoji kip Šelikova.

## Obitelj
Godine 1775. godine Šelikov se oženio Natalijom Aleksejevnom Koževinom, kćerkom istaknutog klana ohotskih navigatora i kartografa i njihovih supruga. U trenutku smrti imao je pet živih kćeri i jednog sina.